# Ângela Ribeiro
Ângela Ribeiro (Castelo Branco, 20 de fevereiro de 1940 – Lisboa, Lumiar, 10 de janeiro de 2025) foi uma actriz portuguesa.
Fez teatro, cinema, televisão e rádio.

## Biografia
Ainda jovem, frequentou o Conservatório Nacional de Teatro, onde se formou como atriz.
Estreou-se em 1961, na peça "Os Fantasmas" no Teatro da Trindade.
Trabalhou em Companhias como Teatro d'Arte de Lisboa, Grupo Gente Nova em Férias, Teatro Moderno de Lisboa, Teatro Villaret, Empresa Vasco Morgado ou Casa da Comédia, entre outras.
Na televisão faz séries, teleteatro e mais tarde também telenovelas.
Participa, também em vários filmes portugueses, tais como O Miúdo da Bica (1963), Retalhos da Vida de Um Médico (1963) Rapazes de Táxis (1965), A Cruz de Ferro (1968), O Funeral do Patrão (1976) e 451 Forte (2000). 
Participou em séries e telenovelas como: Nunca Digas Adeus (TVI, 2001), O Último Beijo (TVI, 2002), Deixa-me Amar (TVI, 2007-2008) ou A Família Mata (SIC, 2011-2012).
Fez também vários folhetins e peças de teatro na rádio.
Viveu, no fim da sua vida, na Casa do Artista. Morreu aos 84 anos, em 10 de janeiro de 2025, no Hospital Pulido Valente, em Lisboa.

## Televisão
- 1961 - A 3200 Metros de Altitude
- 1961 - A Castro
- 1962 - As Luvas
- 1962 - A Incrível História
- 1962 - D. Frostreca
- 1962 - A Morte Fala ao Telefone
- 1962 - Sinos de Natal
- 1963 - D. João Alvarado
- 1963 - O Alfageme de Santarém
- 1963 - O Caso do Senhor Vestido de Violeta
- 1963 - Uma Admirável Decisão
- 1963 - O Casaco Encantado
- 1963 - O Segredo Bem Guardado
- 1963 - Lobo no Povoado
- 1963 - Terra Firme
- 1963 - Um Rapaz de Confiança
- 1963 - Família Séria Não Arranja Casa
- 1964 - A Quarta Parede
- 1964 - O Sim das Raparigas
- 1965 - Histórias Simples da Gente Cá do Meu Bairro
- 1966 - A Fronteira
- 1966 - Os Dois Primeiros Prémios
- 1966 - Estrela Circulação
- 1967 - Os Dois Lacaios
- 1967 - Hora de Luz
- 1967 - O Feitiço da Vovó
- 1968 - Dois Galos na Capoeira
- 1969 - A Rainha do Ferro Velho
- 1971 - Os Maridos Peraltas e as Mulheres Sagazes
- 1976 - A Traição do Padre Martinho
- 1999 - A Lenda da Garça
- 2000 - Todo o Tempo do Mundo
- 2001 - Segredo de Justiça
- 2001 - Olhos de Água
- 2001 - Nunca Digas Adeus
- 2002 - O Último Beijo
- 2002 - Super Pai
- 2003 - Saber Amar
- 2004 - Queridas Feras
- 2004 - Mistura Fina
- 2005 - Inspector Max
- 2007 - Deixa-me Amar
- 2009 - Casos da Vida
- 2010 - O Segredo de Miguel Zuzarte
- 2011 - A Família Mata
- 2012 - Velhos Amigos

## Cinema
- 1963 - Retalhos da Vida de um Médico
- 1963 - O Miúdo da Bica
- 1965 - Rapazes de Táxis [6]
- 1968 - A Cruz de Ferro
- 1976 - O Funeral do Patrão
- 2000 - 451 Forte
- 2003 - A Curiosidade Matou o Gato
- 2004 - O Elevador

## Teatro
| Anos | Título                                                                                   | Teatro/Companhia                         | Ref.          |
| ---- | ---------------------------------------------------------------------------------------- | ---------------------------------------- | ------------- |
| 1961 | Os Fantasmas                                                                             | Teatro da Trindade                       | [ 7 ]         |
| 1962 | Os Três Chapéus Altos                                                                    | Teatro Moderno de Lisboa (Império)       |               |
| 1963 | A Menina do Chapelinho Encarnado As Aventuras do Pinoca e do Zezé História da Carochinha | Teatro Capitólio                         | [ 8 ]         |
| 1964 | Tempos Modernos                                                                          | Gente Nova em Férias - Digressão         | [ 9 ]         |
| 1964 | Dente Por Dente                                                                          | Teatro Moderno de Lisboa (Império)       | [ 10 ]        |
| 1965 | O Render dos Heróis                                                                      | Teatro Moderno de Lisboa (Império)       | [ 11 ]        |
| 1966 | Tudo à Mostra                                                                            | Teatro Maria Vitória                     | [ 12 ]        |
| 1966 | Querida Mulatinha                                                                        | Teatro Villaret                          | [ 13 ]        |
| 1967 | Assassinos Associados                                                                    | Teatro Villaret                          | [ 14 ] [ 15 ] |
| 1967 | A Flor do Cacto                                                                          | Teatro Monumental/Teatro Variedades      | [ 16 ]        |
| 1969 | A Rainha do Ferro Velho                                                                  | Teatro Variedades                        | [ 17 ]        |
| 1970 | A Gata Borralheira                                                                       | Teatro ABC                               |               |
| 1971 | O Santo e a Porca                                                                        | Teatro ABC                               | [ 18 ]        |
| 1971 | Cala-te Boca                                                                             | Teatro Maria Vitória                     | [ 19 ] [ 20 ] |
| 1971 | Ó Zé Aperta o Cinto!                                                                     | Teatro Maria Vitória                     | [ 21 ]        |
| 1972 | Pronto a Despir                                                                          | Teatro Maria Vitória                     |               |
| 1973 | Oh papá, pobre papá, a mamã pendurou-te no armário e eu estou tão triste...              | Casa da Comédia                          | [ 15 ]        |
| 1974 | Doroteia                                                                                 | Casa da Comédia                          | [ 15 ]        |
| 1974 | Noite de Guerra no Museu do Prado                                                        | Teatro - Os Bonecreiros                  | [ 15 ]        |
| 1975 | A Traição do Padre Martinho                                                              | Digressão (Companhia Rafael de Oliveira) |               |
| 1977 | O Senhor Benquisto e os Incendiários                                                     | Teatro Animação de Setúbal               | [ 15 ] [ 22 ] |
| 1977 | Mirandolina                                                                              | Grupo Teatro Hoje (Teatro da Graça)      | [ 23 ]        |
| 1997 | Três em Lua de Mel                                                                       | Digressão                                | [ 15 ]        |
| 1998 | O Poeta é um Fingidor                                                                    | Teatro Maria Matos                       | [ 15 ]        |
| 1998 | Amor à Luz da Vela                                                                       | Teatro da Trindade                       | [ 15 ]        |
| 2005 | A Casa de Bernarda Alba                                                                  | Teatro São Luiz                          | [ 15 ]        |
| 2007 | Criadas Para Todo o Serviço                                                              | Teatro Nacional D. Maria II              | [ 15 ]        |
| 2009 | O Pecado de João Agonia                                                                  | Teatro do Azeite                         |               |

## Teatro Radiofónico
- 1962 - Teatro dos Nossos Dias - O Imperador Cláudio
- 1962 - As Duas Flores de Sangue (folhetim)
- 1969 - A Casa da Nespereira (folhetim)
- 1971 - Teatro das Comédias - Casamento em Manzanares
- 1971 - Teatro das Comédias - As Atribulações do Doutor Pantalão
- 1974 - Mini-Teatro - A Progressão Geométrica
- 1975 - Mini-Teatro - Infeliz Coincidência
- 1975 - Mini-Teatro - Assobiando à Vontade
- 1975 - Mini-Teatro - A Leonor Viajada
- 1976 - Muro Branco (folhetim)
- 1976 - Pão Incerto (folhetim)
- 1976 - Mini-Teatro - Mestra
- 1977 - Tempo de Teatro - O Assassino de Macário
- 1977 - Tempo de Teatro - O Negócio da Pedreira
- 1978 - Tempo de Teatro - Mimi Pinson
- 1978 - Tempo de Teatro - O Mar[24]
- 1978 - Tempo de Teatro - Auto da Senhora da Rocha
- 1978 - Tempo de Teatro - As Cinco Vogais
- 1980 - Tempo de Teatro - A Adoração dos Reis Magos
- 1980 - Tempo de Teatro - Uma Doce Consoada de Natal
- 1981 - Tempo de Teatro - Alfama
- 1982 - Tempo de Teatro - As Redeas do Governo
- 1982 - Crime e Castigo (folhetim)
- 1984 - Terra Fria (folhetim)
- 1991 - Noite de Teatro - Rosa de Papel
- 1992 - Tempo de Teatro - Quem Quer Violetas
- 1992 - Tempo de Teatro - Um Pai Para Simão
- 1992 - Tempo de Teatro - Formas de Amar
- 1992 - Longe e Para Lá do Oceano (folhetim)
- 1993 - Tempo de Teatro - No Carnaval Ninguém Leva a Mal
- 1993 - Tempo de Teatro - António Marinheiro[25]
- 1993 - Ana Paula (folhetim)
- 1993 - O Tempo e o Vento (folhetim)
- 1996 - Tempo de Teatro - Uma Alma Danada
- 1997 - Tempo de Teatro - Uma Questão de Etiqueta
- 1998 - Tempo de Teatro - Filomena ou Sessenta Anos da Vida de uma Mulher
- 1999 - Tempo de Teatro - O Senhor Recepcionista[26]
- 1999 - Tempo de Teatro - O Sultão
- 1999 - Tempo de Teatro - À Boleia
- 2000 - Tempo de Teatro - Palavras Há Muitas[27]
- 2000 - Tempo de Teatro - Era Uma Vez
- 2000 - Tempo de Teatro - A Idade da Inocência
- 2002 - Teatro Imaginário - A Fada Oriana [28]